# Manor (Texas)
Pour les articles homonymes, voir Manor (homonymie).
Manor est une ville située à l'est du comté de Travis, au Texas, aux États-Unis,. La ville est fondée en 1872, incorporée en 1913 et baptisée en référence à James B. Manor, un pionnier.

## Démographie
Lors du recensement de 2010, la ville comptait une population de 5 037 habitants. Elle est estimée, en 2017, à 9 217 habitants.

### Source de la traduction
- (en) Cet article est partiellement ou en totalité issu de l’article de Wikipédia en anglais intitulé « Manor, Texas » (voir la liste des auteurs).